# Antonio Neiwiller
Antonio Neiwiller (Napoli, 9 marzo 1948 – Roma, 9 novembre 1993) è stato un attore, regista teatrale e drammaturgo italiano.

## Biografia
Neiwiller si avvicinò al teatro verso la fine degli anni sessanta a Napoli. Nel 1970 con Mario D'Amora, Ettore e Giovanna Massarese diede vita al Centro sperimentale di arte popolare, che rappresentava lavori di gusto brechtiano. Nel 1976 mise in scena - nella rassegna del Teatro di avanguardia al Teatro San Ferdinando di Napoli - l'opera Quanto costa il ferro di Brecht. Nel 1977 entrò a far parte della cooperativa Teatro dei mutamenti, partecipando al lavoro di Renato Carpentieri Maestri cercando, tratto dal romanzo Le schiavitù dell'uomo di Elio Vittorini.
Nel 1987 con Mario Martone e Toni Servillo fondò Teatri uniti, unificando le esperienze di Falso movimento, Teatro dei mutamenti e Teatro studio di Caserta.
Come attore di teatro ha recitato, oltre che nei suoi lavori, nelle messe in scena Il desiderio preso per la coda (1985), Coltelli nel cuore (1985), Ritorno ad Alphaville (1986) di Mario Martone; e in Ha da passà 'a nuttata (1989), Totò, principe di Danimarca (1990), I giganti della montagna (1993) diretti da Leo de Berardinis. Come attore di cinema ha recitato in Morte di un matematico napoletano di Mario Martone e in Caro diario di Nanni Moretti.
Muore nel 1993 per una malattia.
Nell'aprile 2012 il fotografo Cesare Accetta ha esposto al Palazzo delle Arti di Napoli la retrospettiva Dietro gli occhi sulla ricerca teatrale nel periodo 1976-1996 dedicandola a Neiwiller, cui è riservata una sezione della mostra con rari documenti fotografici di scena.
Nel gennaio 2023 il sassofonista Antonio Raia gli dedica un libro e una composizione musicale dal titolo La memoria bucata. Apparente soliloquio con Antonio Neiwiller.

## Teatro
- Ti rubarono a noi come una spiga (da Rocco Scotellaro) (1974)
- Don Fausto (da Antonio Petito) (1976)
- Quanto costa il ferro? (1976)
- Maestri cercando (1977)
- Berlin Dada (1977)
- Anemic Cinéma (1979)
- Heine, una favola invernale (1980)
- Lo cunto de li cunti (1981)
- Titanic, the End (1983)
- Darkness (1984)
- Fantasmi del mattino (1986)
- Storia naturale infinita (1986)
- La natura non indifferente (1989)
- Una sola moltitudine (1989)
- Dritto all'inferno (1991)
- Canaglie (1992)
- L'altro sguardo: per un teatro clandestino (1993)

## Testi
- Non ho tempo e serve tempo, L'alfabeto urbano (1988)
- L'altro sguardo, Teatri Uniti (1996)